# Scott McKenzie
Scott McKenzie, rođen kao Philip Wallach Blondheim (Jacksonville, Florida, 10. siječnja 1939. - Los Angeles, 18. kolovoza 2012.) bio je američki folk rock pjevač i tekstopisac.
Scott McKenzie je ostvario veliki uspjeh sa skladbom "San Francisco (Be Sure to Wear Flowers in Your Hair)" 1967., 
pjesma o hippie i flower power-pokretu u San Franciscu. Iste godine izdao je i manje poznati hit "Like an Old Time Movie". Poslije toga nije imao poznatijih hitova, ali je napisao skladbu "Kokomo" (zajedno s Johnom Phillipsom) koja je bila prva na ljestvicama u SAD-u 1988. i koju su izvodili The Beach Boys .
McKenzie je rođen u Jacksonvilleu, na Floridi, ali odrastao je u Ashevilleu, u Sjevernoj Carolini i Virginiji.

## Diskografija
- Voice of Scott McKenzie (izdan i kao San Francisco) (1967.)
- Stained Glass Morning (1970.)
- Stained Glass Reflections (kompilacijski album 1960. – 1970.) (2001.)

## Vanjske poveznice
- Službena stranica  Arhivirana inačica izvorne stranice od 22. kolovoza 2012. (Wayback Machine)
- Scott McKenzie[neaktivna poveznica] na Internet Movie Databaseu
- Vijest o odlasku